# Wyvis Lodge

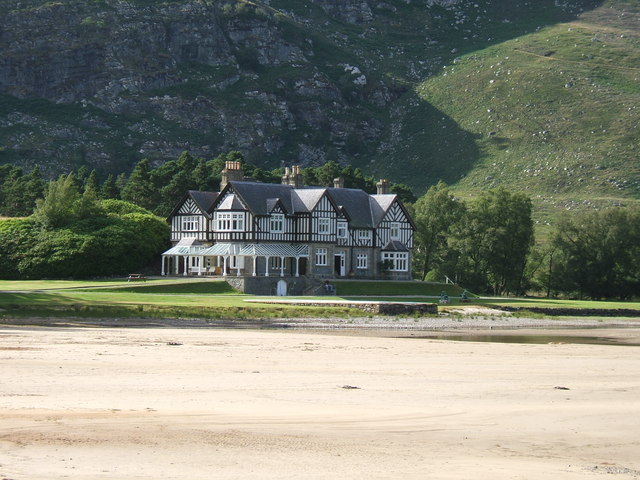
Wyvis Lodge

Die Wyvis Lodge ist eine Villa nahe der schottischen Ortschaft Evanton in der Council Area Highland. 1983 wurde das Bauwerk in die schottischen Denkmallisten in der höchsten Denkmalkategorie A aufgenommen.

## Geschichte
Die Wyvis Lodge wurde im Jahre 1886 errichtet. Bauherr war Walter Schoolbred aus der Eigentümerfamilie des Londoner Möbelherstellers und -händlers James Shoolbred and Co. Das Unternehmen war bekannt für seine hochwertigen Möbel im viktorianischen Stil. Die weitgehend im Ursprungszustand erhaltene Inneneinrichtung und die Vertäfelungen stammen aus dem familieneigenen Betrieb. Die Baumaterialien mussten vom Ostufer des Loch Glass mit einem Dampfschiff angeliefert werden. Außengebäude zur Lagerung von Wild unterstreichen die Nutzung als Jagdsitz.

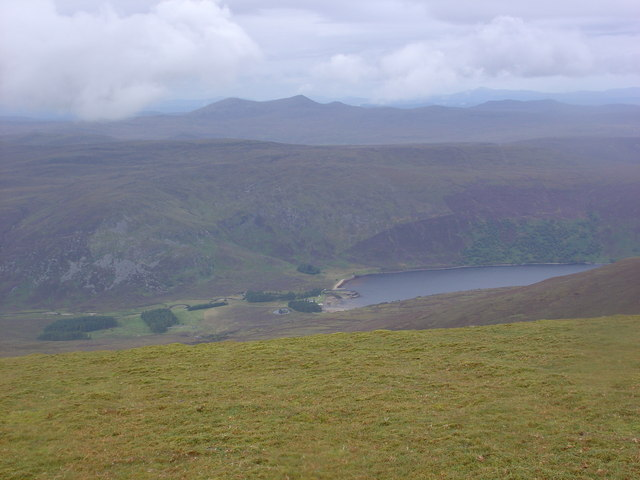
Blick von der nördlichen Kuppe des Ben Wyvis auf die Wyvis Lodge

## Beschreibung
Die Villa steht vollständig isoliert an einer dramatischen Position am westlichen Ende von Loch Glass. Mit Evanton befindet sich die nächstgelegene Ortschaft rund 14 Kilometer südöstlich. Nordwestlich erhebt sich der 742 Meter hohe Beinn nan Eun und südlich der 1046 Meter hohe Ben Wyvis.
Das Mauerwerk der zweigeschossigen Villa besteht aus grauem Feldstein. Insbesondere das Obergeschoss ist reich mit Fachwerk ornamentiert, bei welchem es sich jedoch nur um ein Blendwerk handelt, das keinen statischen Zweck erfüllt. Die Einfassungen bestehen aus wohl gearbeitetem Sandstein. Markant ist die hölzerne Veranda entlang der Süd- und Ostfassaden. Die abschließenden Satteldächer sind mit walisischem Schiefer eingedeckt und mit firstständigen Kaminen ausgeführt.